# The Swordsman (1948)
The Swordsman is een Amerikaanse avonturenfilm uit 1948 onder regie van Joseph H. Lewis. Destijds werd de film in Nederland uitgebracht onder de titel Ridders van het zwaard.

## Verhaal
In het 17e-eeuwse Schotland maakt Barbara Glowan kennis met de jonge Alexander MacArden, die pas terug is van de universiteit in Londen. Er bestaat al generaties lang een vete tussen de Glowans en de MacArdens. Alexander stelt zich daarom voor als Donald Frazer. Als de koets halt houdt bij de kerk, neemt Alexander afscheid van Barbara en zij nodigt hem uit voor een feest op kasteel Glowan.

## Rolverdeling
| Acteur          | Personage          |
| --------------- | ------------------ |
| Larry Parks     | Alexander MacArden |
| Ellen Drew      | Barbara Glowan     |
| George Macready | Robert Glowan      |
| Edgar Buchanan  | Angus MacArden     |
| Ray Collins     | MacIan             |
| Marc Platt      | Murdoch Glowan     |
| Michael Duane   | Colin Glowan       |
| Holmes Herbert  | Lord Glowan        |
| Nedrick Young   | Bruce Glowan       |
| Robert Shayne   | Ronald MacArden    |
| Billy Bevan     | Andrew             |